# Ingrid của Thụy Điển
Ingrid Victoria Sofia Louise Margareta của Thụy Điển (ngày 28 tháng 03 năm 1910 - ngày 07 tháng 11 năm 2000) là Vương hậu của Đan Mạch, vợ của vua Frederik IX của Đan Mạch.

## Sinh thời
Cô sinh ra tại Stockholm là con thứ tư của vua Gustaf VI Adolf của Thụy Điển với người vợ đầu tiên, Margaret xứ Connaught. Cô cũng là cháu gái lớn của Nữ vương Victoria của Vương quốc Anh. Mẹ của công chúa Ingrid qua đời vào năm 1920 vì viêm màng não trong lúc mang thai đứa con thứ 6 được 8 tháng. Cha cô cưới Louise Mountbatten ba năm sau đó. Louise là chị em họ thứ hai của Ingrid. Bà chỉ có một con gái bị chết non trong cuộc hôn nhân này.
Năm 1928, cô và Thân vương xứ Wales đương thời (người kế thừa ngôi vua Anh sau này) có mối quan hệ tình cảm, nhưng việc tiến đến hôn nhân không thành.
Năm 1935, cô kết hôn với Vương tử Đan Mạch, và đây đã trở thành một sự kiện lớn ở Thụy Điển trong năm 1935, làm các phương tiện truyền thống chú ý.

## Hôn nhân và con cái
Vương nữ Ingrid kết hôn với Vương tử Frederick của Đan Mạch và Iceland, tại Stockholm vào ngày 24 tháng 05 năm 1935. Họ có liên quan huyết thống dòng họ, như đối với Oscar I của Thụy Điển, họ là anh em họ thứ ba. Thông qua Leopold, Đại Công tước xứ Baden, họ là anh em họ thứ ba. Và cuối cùng qua Phao-lô I của Nga, Frederick là anh em họ thứ tư của mẹ Vương nữ Ingrid. Cô đã trở thành Vương hậu của Đan Mạch sau khi chồng của cô lên ngôi vua Đan Mạch vào ngày 20 tháng 04 năm 1947. Hai người có với nhau 3 người con:
- Vương nữ Margrethe Alexandrine Þórhildur Ingrid (sinh 1940), sau là Nữ vương Margrethe II của Đan Mạch, cô đã kết hôn với Bá tước Pháp Henri de Laborde de Monpezat, sinh ra Vương tử Henrik của Đan Mạch, năm 1967.
- Vương nữ Benedikte Astrid Ingeborg Ingrid (sinh 1944), kết hôn với Hoàng tử Richard của Sayn-Wittgenstein-Berleburg năm 1968.
- Vương nữ Anne-Marie Dagmar Ingrid (sinh 1946), kết hôn với vua Konstantinos II của người Hy Lạp năm 1964.

## Liên kết
- Obituary in The Telegraph, ngày 8 tháng 11 năm 2000
- Queen Ingrid Exhibition, Danish Royal Collections, Amalienborg Museum